# Richard Peacock
Richard Peacock (* 9. April 1820 in Swaledale; † 3. März 1889 in Manchester) war ein englischer Ingenieur und Parlamentsabgeordneter und einer der Gründer des Lokomotivenherstellers Beyer-Peacock.

## Leben
Richard Peacock ging in der Leeds Grammar School in Leeds zur Schule, aber mit 14 Jahren verließ er sie, um eine Lehre bei Fenton, Murray and Jackson in Leeds zu machen.

## Beruf
Schon im jungen Alter von achtzehn Jahren war Peacock Lokomotiven-Betriebschef bei der Leeds and Selby Railway. Als die Linie 1840 von der York and North Midland Railway übernommen wurde, arbeitete er unter Daniel Gooch in Swindon, floh aber angeblich vor Goochs Zorn. 1841 wurde er Lokomotiven-Betriebschef der Sheffield, Ashton-under-Lyne and Manchester Railway, die später die Manchester, Sheffield and Lincolnshire Railway wurde. In dieser Rolle war er verantwortlich für die Gorton-Lokomotivwerke für diese Eisenbahn, obwohl er die Firma verließ, kurz bevor sie 1848 fertig wurde.
1847 war Peacock zusammen mit Charles Beyer bei einem Treffen in Lickey Incline dabei, das generell als Geburtsstunde der Institution of Mechanical Engineers angesehen wird. George Stephenson wurde zum ersten Präsident gewählt und Charles Beyer zum Vizepräsidenten. Peacock wurde 1849 Mitglied der Institution of Civil Engineers.
1853 gründete er mit Charles Beyer die gefeierte Lokomotivenfabrik Beyer-Peacock. Peacock traf Beyer ursprünglich bei der Akquisition von Lokomotiven der Firma Sharp, Roberts and Company.

## Politik und Religion
Seit der Parlamentswahl von 1885 bis zu seinem Tod 1889 war Peacock als Mitglied der Liberalen Partei Mitglied des Parlaments (MP) für Gorton (Lancashire). Peacock war ein Unitarier, und eines seiner Verdienste für die Gemeinde in Gorton war der Bau der Brookfield-Kirche; ein Ort für Gottesdienste bis heute, deren Glocken nach seinen Kindern benannt wurden.
Emily Faithfull, eine Victorianische Schriftstellerin und Frauenrechtlerin, widmete 1882 ihr Buch „Three Visits To America“ ihrem „Freund Richard Peacock Esq of Gorton Hall“.
Während seiner Zeit im Parlament befürwortete Peacock die „Home Rule“, die Reform des House of Lords, die Abtrennung und die Entrechtung der Kirche und die Einrichtung von lokaler Selbstverwaltung.

## Familie
Peacock war der Sohn von Ralph Peacock, einem Bergwerksinspektor aus Swaledale und dessen Frau Dorothy Robinson. Er war zweimal verheiratet, erst mit Hannah Crowther, und danach mit Francis Littlewood. Als er starb, war sein ältester Sohn Colonel Ralph Peacock V.D. (1838–1928) von der Freiwilligen Artillerie Manchester sein Nachfolger in der Gortoner Gießerei. Seine älteste Tochter Jane Peacoc (1855–1928) heiratete William Taylor Birchenough J.P., einen Seidenfabrikanten, der der ältere Bruder von Sir Henry Birchenough war. Peacocks Enkel Richard Peacock Birchenough heiratete Dorothy Grace Godsal, Tochter von Philip Thomas Godsal, dem Erfinder der Godsal Anti-Panzerwaffe. Peacocks jüngste Tochter Eugenie heiratete George P. Dawson, der Colonel Peacock 1902 als Geschäftsführer in der neuen Beyer, Peacock and Company Limited folgte. Colonel Ralph Peacock starb ohne Nachkommen genauso wie Richard Peacocks einziger anderer überlebender Sohn Frederick William Peacock (1858–1924).
Er starb in Manchester und ist auf dem Friedhof der Brookfield-Unitarian-Kirche an der Hyde Road in Gorton begraben, die er gebaut hatte und wo auch die Überreste seines Vaters Ralph Peacock und des früher gestorbenen Sohns Joseph Peacock liegen.